# Houssine Ait Soussan
Houssine Ait Soussan, couramment appelé Hoes, né en 1979 à Amsterdam (Pays-Bas), est un ancien président du club de futsal ZVV 't Knooppunt, homme d'affaires et criminel néerlandais d'origine marocaine.
Trafiquant de drogue de grande envergure, il mène une vie d'homme d'affaires à la tête d'un club de futsal. Houssine Ait Soussan était notamment une grande figure de la Mocro Maffia aux Pays-Bas et en Belgique. Il distribuait des tonnes de cocaïne vers toute l'Europe de l'Ouest. Houssine Ait Soussan est pendant de nombreuses années recherché par Interpol pour son implication dans de nombreux assassinats et enlèvements ayant pour la majorité lieu à Anvers et Bruxelles en Belgique.
Le 26 juillet 2015, il est arrêté par la BCIJ avec de faux documents au Port de Tanger. Relâché, il est de nouveau arrêté le 12 janvier 2016 à Marrakech.

## Biographie

### Enfance
Houssine Ait Soussan naît aux Pays-Bas et grandit à Amsterdam dans le quartier De Pijp. Issu d'une famille pauvre, son père travaille dans une salle de sport du club de futsal ZVV 't Knooppunt. Houssine, lui, travaille en tant que magasinier de vêtements et fait des hautes études. Il est le cousin du criminel Omar Lkhorf. A l'âge de 19 ans, il est pour la première fois arrêté par la police pour une agression violente. Bon ami de Gwenette Martha, il joue souvent au futsal avec ce dernier en première division néerlandaise de futsal avec le club ZVV 't Knooppunt. Etant jeune, il adopte le surnom Hoes mais également De Burgemeester.
Dans les années 2010, Hoes fait régulièrement entrer des cargaisons de cocaïne via les ports d'Anvers et Rotterdam avec Samir Bouyakhrichan. Dans la même année, il est arrêté par les forces spéciales pour avoir joué un rôle dans le double assassinat de Yassin Chakor et Boneka Balserang en 2009. Le 7 novembre 2011, il se désinscrit des administrations communaux afin de rester en dessous des radars. Houssine est suspecté de financer le club de futsal 't Knooppunt. Passant de la D3 en D1 en peu de temps avec des joueurs de qualité, la KNVB doute de la source financière du club qui compte énormément de joueurs marocains. En 2012, l'Antillais qui avait jusque là Houssine Ait Soussan comme bras droit, finit par promouvoir Najeb Bouhbouh en tant qu'adjudant et décide de rétrograder Houssine Ait Soussan à la suite d'incompréhensions. Lorsque Benaouf Adaoui entre également en conflit avec Martha, Ait Soussan a tous les moyens pour fonder son propre groupe. Il monte sa propre organisation avec Benaouf Adaoui.

### Mocro-oorlog
Houssine Ait Soussan est un commanditaire qui orchestre ses enlèvements et assassinats en direct du Panama, en Amérique du Sud, loin du radar des polices européennes. En 2012, Hoes investit avec Benaouf et Samir Bouyakhrichan une partie de 200 kilos de cocaïne. Lorsqu'elle arrive à Anvers, le clan The Turtles, grand allié de Gwenette Martha ira au Port d'Anvers pour mettre la main sur la grande quantité. Lorsque Martha apprend cela, il envoie son nouveau bras droit Najeb Bouhbouh pour s'arranger avec les rivaux. Le 18 octobre 2012, Houssine Ait Soussan et Benaouf, nient tout arrangement et envoient leur tueur à gages Rida Bennajem pour abattre Najeb Bouhbouh à Anvers. Houssine Ait Soussan est le principal commanditaire et prend le fuite, ne laissant aucune trace aux Pays-Bas. Quelques mois plus tard, il figure sur la liste d'Interpol des criminels les plus recherchés. Ait Soussan est soupçonné de se trouver au Maroc, au Panama ou à Dubaï.
Deux mois plus tard, Gwenette Martha se venge et place une prime de plus d'un million d'euros sur la tête du bras droit Benaouf Adaoui. Le 29 décembre 2012, une fusillade a lieu dans le quartier Staatsliedenbuurt, cherchant à abattre Benaouf Adaoui, présent sur les lieux avec trois membres de son organisation : Youssef Lkhorf, Saïd El Yazidi et Rida Bennajem. Youssef et Saïd meurent sur place, pendant que Benaouf parvient à prendre la fuite à pied. Plus tard, plusieurs assassinats ont lieu dont celui de Rida Bennajem, Souhail Laachir, Chris Bouman, Mohamed El Mayouri ainsi que Gwenette Martha.
- Le 7 juillet 2016, le réseau Hoes enlève Abdelkader Ait Bouker alias Le Juif à Anvers et le découpent en morceau, attaché sur une chaise en vie[4]. Une perte de 322 kilos de cocaïne serait à l'origine de l'enlèvement. Abdelkader Bouker est un allié de la mafia israélienne en début d'année 2000. Hoes aurait loué quatre tueurs à gages français et aurait même contacté des barons de drogue bruxellois pour allier les deux réseaux afin de rendre ses comptes dans la cave d'un appartement à Bruxelles. Une lettre est alors envoyé vers son bras droit Mohamed El H. à Borgerhout, demandant une énorme rançon. Malgré la donation de deux millions d'euros au réseau Hoes, Abdelkader Bouker ne donnera plus jamais signe de vie.

- Le 15 novembre 2016, Younes El Ballouti est enlevé à la sortie d'un Basic Fit à Anvers. La sœur de ce dernier qui est en direct au téléphone, entend l'enlèvement en direct. Quelques heures plus tard, la sœur est de nouveau mise en contact avec son frère Younes. Ce dernier lance des cris en demandant de l'aide pendant qu'il est torturé. Younes El Ballouti est le petit frère du grand baron de drogue anversois Othman El Ballouti. Au cas où la police est contactée, Younes sera abattu par le réseau de Hoes et son grand frère Othman El Ballouti finira derrière les barreaux à cause de son implication dans le milieu de la drogue. Le 22 décembre 2016, Younes El Ballouti est relâché dans une campagne en France près de Nanterre, blessé et sans vêtements. Quelques mois plus tard, la police bruxelloise localise les ravisseurs français à Amsterdam.

Entre 2017 et 2019, le bras-droit de Bouker, Mohamed El H. est la cible de fusillades à répétition à Borgerhout. Son appartement est très souvent criblés de balles provenant de kalachnikovs.
- Le 9 janvier 2017, Abdelkader A. est arrêté par les forces spéciales bruxelloises à Schaerbeek. Celui-ci est un bras droit de Houssine Ait Soussan en Belgique.

- Le 30 septembre 2018, un policier bruxellois du nom de Adil El Manti est arrêté par Europol à Anderlecht[5]. Younes El Ballouti reconnaîtra le Maroco-Bruxellois comme étant l'homme qui l'a torturé dans un appartement pendant un long mois[6].

Mohamed El H. est la cible numéro un du réseau de Hoes, enfermé en prison à Tanger. C'est ce qui explique les impactes de balles et les grenades qui explosent quotidiennement à Anvers depuis trois ans.

### Arrestations
Le 26 juillet 2015, Houssine Ait Soussan est arrêté par la police marocaine au Port de Tanger avec de faux documents. Il encourt une peine d'emprisonnement de 10 ans. Quelques jours après son arrestation, deux perquisitions ont lieu dans des appartements où il a séjourné à Marrakech. De fausses cartes d'identités néerlandaises, françaises et marocaines sont retrouvés, 34 horloges de luxe, dix téléphonés, deux tablettes et 178.570 dirhams et 700 euros. Houssine Ait Soussan figurait pendant deux ans sur la liste d'Interpol.

#### Arrestations dans le réseau d'enlèvement
Le Bruxellois Adil El Manti, à la tête d'un réseau d'enlèvement commandité par Houssine Ait Soussan en Belgique, est arrêté à Anderlecht et condamné à huit ans de prison pour enlèvement. Ses deux complices malinois originaires de Paris, Mohamed Kanoute et Mohamed Sako sont eux, condamnés à douze ans de prison.
Le 24 décembre 2020, à la suite de défauts de preuves de la justice néerlandaise et belge, son implication dans le réseau d'Adil El Manti est épargnée.

### Alliés et rivaux
- Allié de Benaouf Adaoui et Omar Lkhorf
- Allie du grand banditisme bruxellois
- Rival du milieu anversois
- Rival de Gwenette Martha

## Vie privée
Il est marié avec la sœur de Benaouf.